# Dispàrte
dispàrte è una casa di produzione indipendente italiana, attiva prevalentemente nella produzione di film.
La società realizza opere dalla spiccata vocazione internazionale, investendo su talenti emergenti e collaborando anche con autori affermati. Tra i registi e autori che hanno lavorato con dispàrte figurano Niccolò Falsetti, Francesco Turbanti, Maura Delpero e Sergio Castro San Martín.

## Storia
dispàrte nasce dalla collaborazione tra i produttori Alessandro Amato e Luigi Chimienti, avviata durante gli studi presso la Scuola d’Arte Cinematografica Gian Maria Volonté.
Il nome della società, già presente nei primi lavori indipendenti di Alessandro Amato realizzati tra il 2011 e il 2013 (Il palloncino, Non dimenticar le mie parole, Ehi muso giallo), riflette un approccio volto a esplorare percorsi produttivi alternativi in una prospettiva indipendente.
dispàrte ha esordito nel lungometraggio con Il nostro ultimo di Ludovico Di Martino, seguito dalla co-produzione di Il più grande sogno di Michele Vannucci, presentato nel 2016 alla 73ª Mostra internazionale d'arte cinematografica di Venezia, nella sezione Orizzonti.
Accanto a produzioni autoriali fortemente legate al territorio, dispàrte ha intrapreso nel tempo numerose collaborazioni con realtà internazionali. A segnare l’inizio di questo un percorso è stata la co-produzione di Maternal (2019), diretto da Maura Delpero, realizzato in collaborazione con Vivo Film, Rai Cinema e la società argentina Campo Cine.
Nel 2022 la società ha prodotto Margini, esordio alla regia di Niccolò Falsetti, presentato in concorso alla Settimana internazionale della critica della 79ª Mostra del cinema di Venezia, dove si è aggiudicato il premio del pubblico.
Sviluppato a partire dal 2015 e sostenuto fin dalle prime fasi da dispàrte in collaborazione con i Manetti Bros., il film ha beneficiato di una campagna promozionale che ha incluso il coinvolgimento di numerosi fumettisti, tra cui Zerocalcare, e l’organizzazione del Margini Fest, evento musicale organizzato al parco Schuster di Roma in occasione dell'uscita del film a cui hanno preso parte numerose realtà punk hardcore, replicato successivamente in diverse città italiane. Il film è stato accolto positivamente dalla critica  ed è stato considerato un esempio di produzione indipendente di qualità, capace di dialogare con il pubblico e rappresentare una realtà della provincia italiana poco rappresentata.

## Filmografia

### Cinema
- Il nostro ultimo, regia di Ludovico Di Martino (2016)
- Il più grande sogno, regia di Michele Vannucci (2016)
- Maternal (aka Hogar), regia di Maura Delpero (2019)
- Margini, regia di Niccolò Falsetti (2022)
- Bangarang, regia di Giulio Mastromauro (2023), documentario
- La domenica muoiono più persone (aka Los domingos mueren más personas), regia di Iair Said (2024)
- Windless, regia di Pavel G. Vesnakov (2024)
- Cuerpo celeste, regia di Nayra Ilic García (2025)
- Dirty Land, regia di Luis Campos (in post-produzione, 2025)
- Il Cileno, regia di Sergio Castro San Martín (in post-produzione, 2026)
- Caro Mondo Crudele, regia di Niccolò Falsetti (2026)

### Cortometraggi
- Lia, regia di Arianna Del Grosso (2015)
- Candie Boy, regia di Arianna Del Grosso (2017)
- Olvidate de eso, regia di Manuel Marini (2017)
- Monologue, regia di Lorenzo Landi e Michelangelo Mellony (2019)
- Safari Njema, regia di Guido Massimo Calanca e Daniele Vicari (2021)
- Eldorado, regia di Mathieu Volpe (2023)
- Tutti uccidono, regia di Francesco Puppini (2024)

### Serie web
- Prime Donne, regia di Giacomo Spaconi – 1 stagione (2017)